# 알마 글루크
앨마 글럭(영어: Alma Gluck, 1884년 5월 11일 ~ 1938년 10월 27일)은 루마니아 출신 미국 소프라노 여자 가수이다. 영어 예명 앨마 글럭의 글럭은 첫 번째 남편 버나드 글릭(Bernard Glick)의 성에서 따온 것이다.
어려서 부모와 함께 미국으로 이민하였다. 활동 초기 뉴욕 메트로폴리탄 오페라 극장에서 오페라 가수로 성공을 거두었으나 이후 음반 녹음에 집중하여 활동하였다.
레오폴트 아우어 문하의 바이올린 연주자 에프렘 짐발리스트와 재혼해 두 아이를 낳고 온화한 가정 생활을 하였다. 아들 에프럼 짐벌리스트 주니어는 배우로 활동했으며, 손녀 스테퍼니 짐벌리스트도 배우로 활동하고 있다.
뉴욕에서 간 기능 부전으로 인해 뉴욕에서 향년 54세로 사망하였다.